# Bommiers
Bommiers is een gemeente in het Franse departement Indre (regio Centre-Val de Loire) en telt 272 inwoners (2004). De plaats maakt deel uit van het arrondissement Issoudun.

## Geografie
De oppervlakte van Bommiers bedraagt 28,6 km², de bevolkingsdichtheid is 9,5 inwoners per km².
De onderstaande kaart toont de ligging van Bommiers met de belangrijkste infrastructuur en aangrenzende gemeenten.

## Demografie
Onderstaande figuur toont het verloop van het inwonertal (bron: INSEE-tellingen).

1. ↑  Populations de référence 2022.